# Stora torget, Karlstad

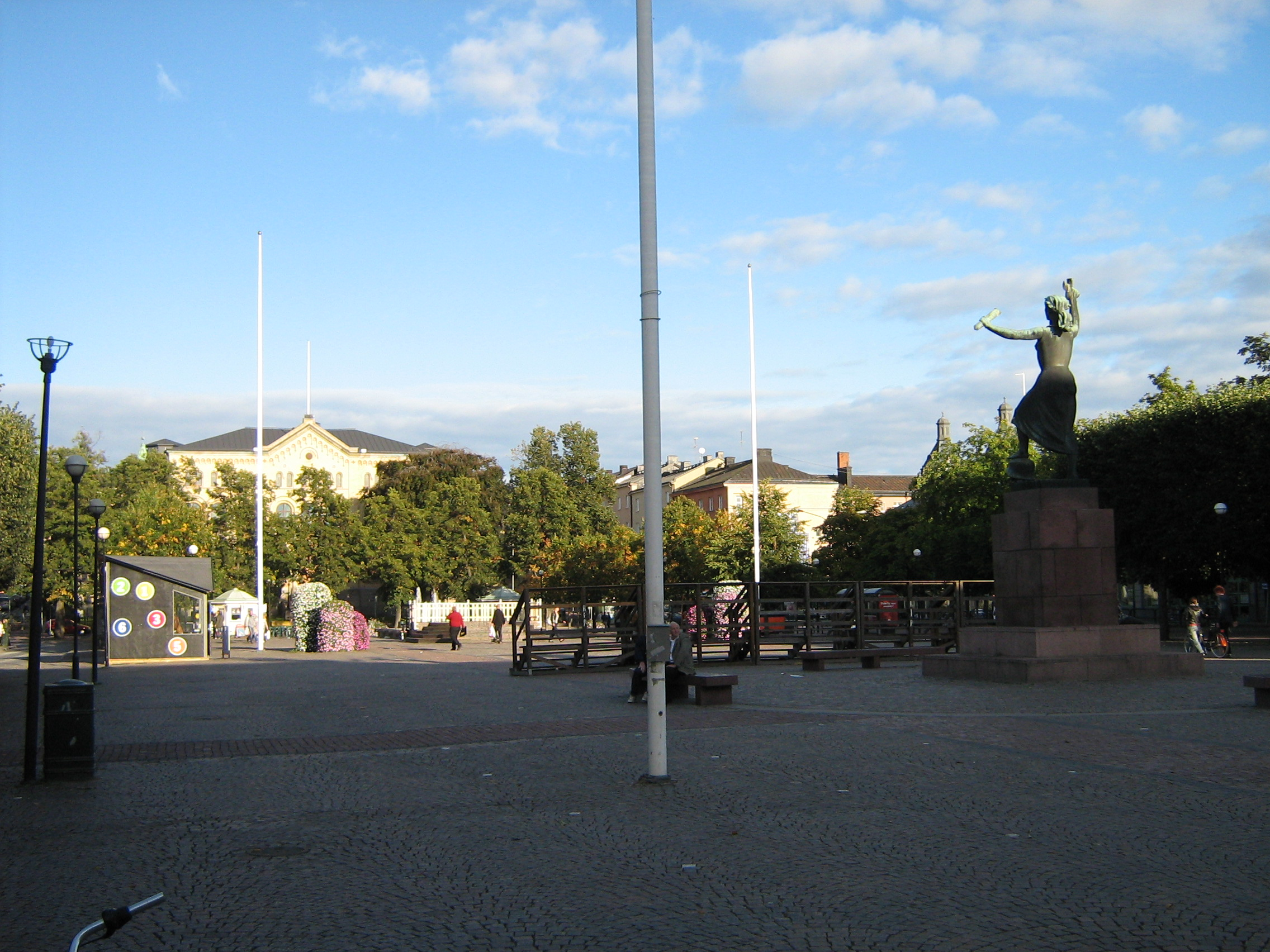
Sett från det nordvästra hörnet.

I centrala Karlstad finns Stora torget, vilket är ett av Sveriges största torg. Det anlades efter den stora branden i Karlstad år 1865, då i stort sett hela Karlstad brann ner. Syftet var att förhindra framtida bränders spridning. 
På torget står Fredsmonumentet av bildhuggaren Ivar Johnsson, en staty föreställande en kvinna som håller ett brutet svärd.
Från och med den 2 januari 1996 trafikeras Stora torget återigen av Karlstads stadsbussar.

## Bildgalleri

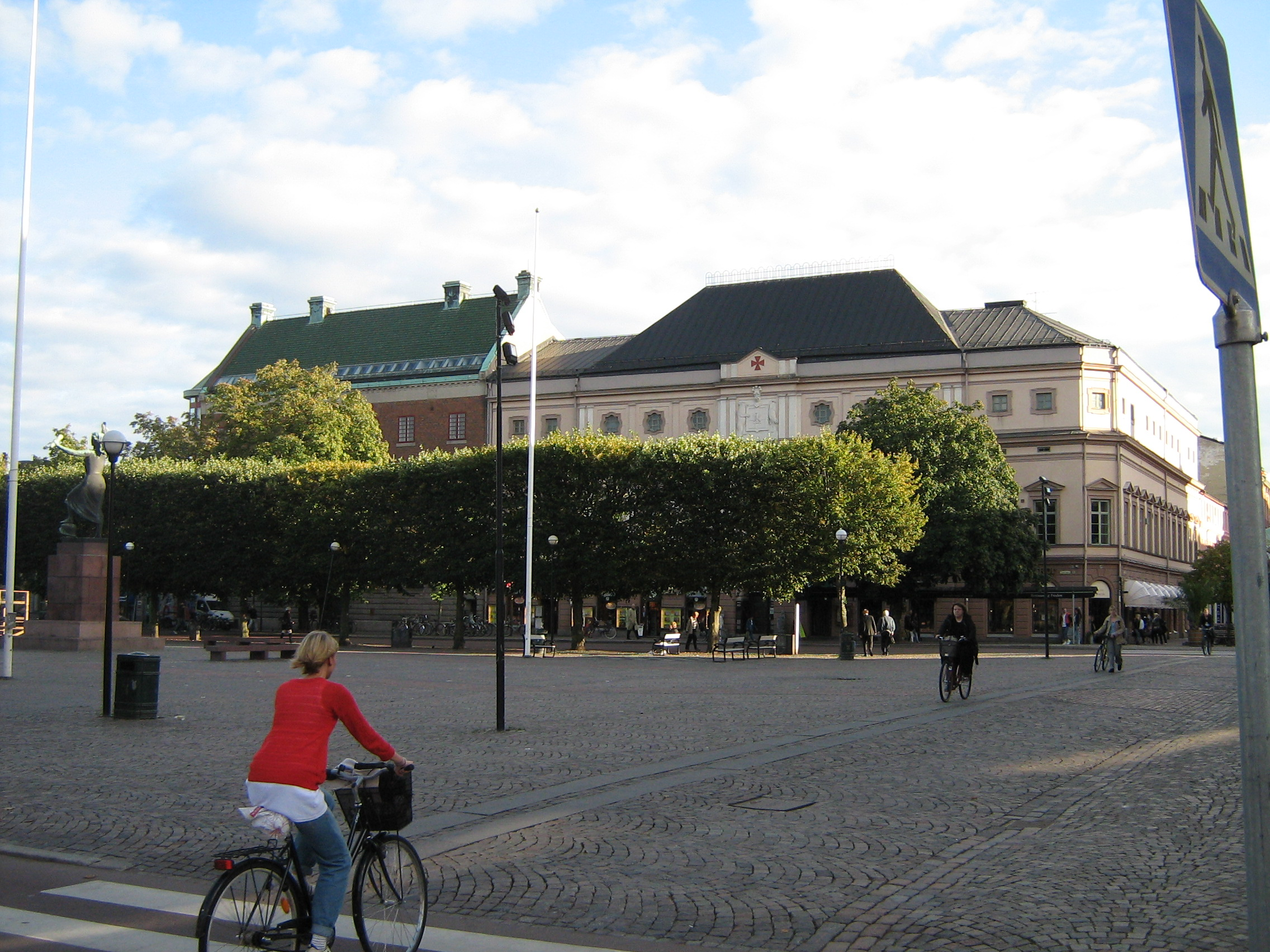
Wermlandsbanken och Frimurarelogen.
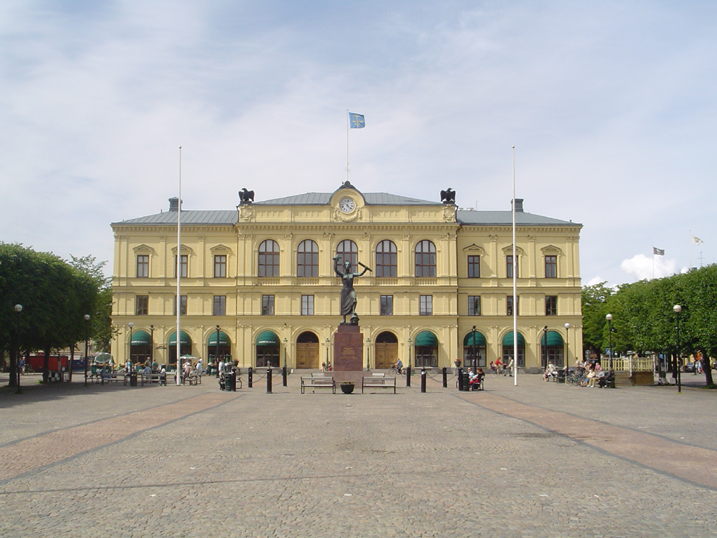
Karlstads rådhus i västra delen av torget.
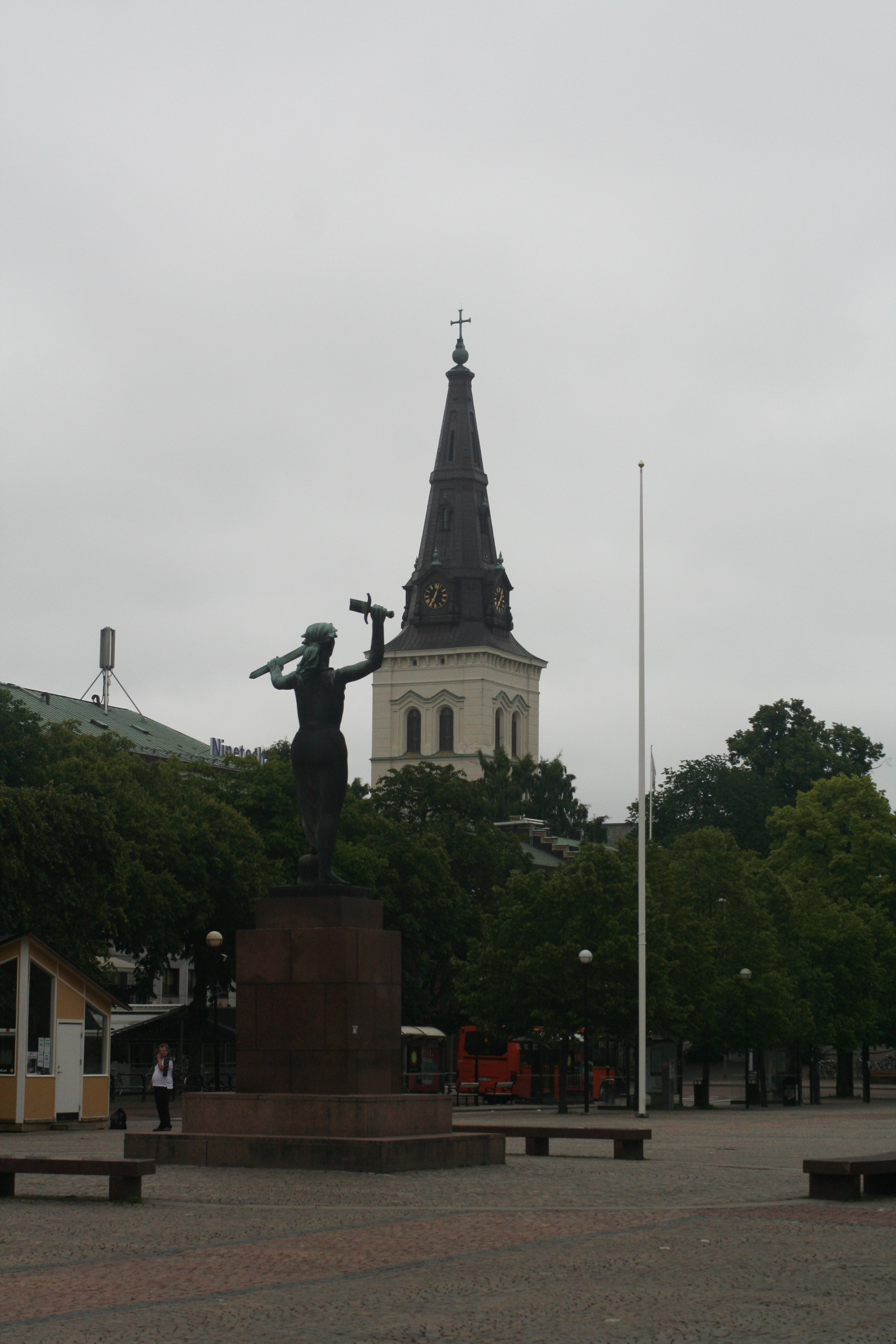
Fredsmonumentet bakifrån med Karlstads domkyrka i bakgrunden.
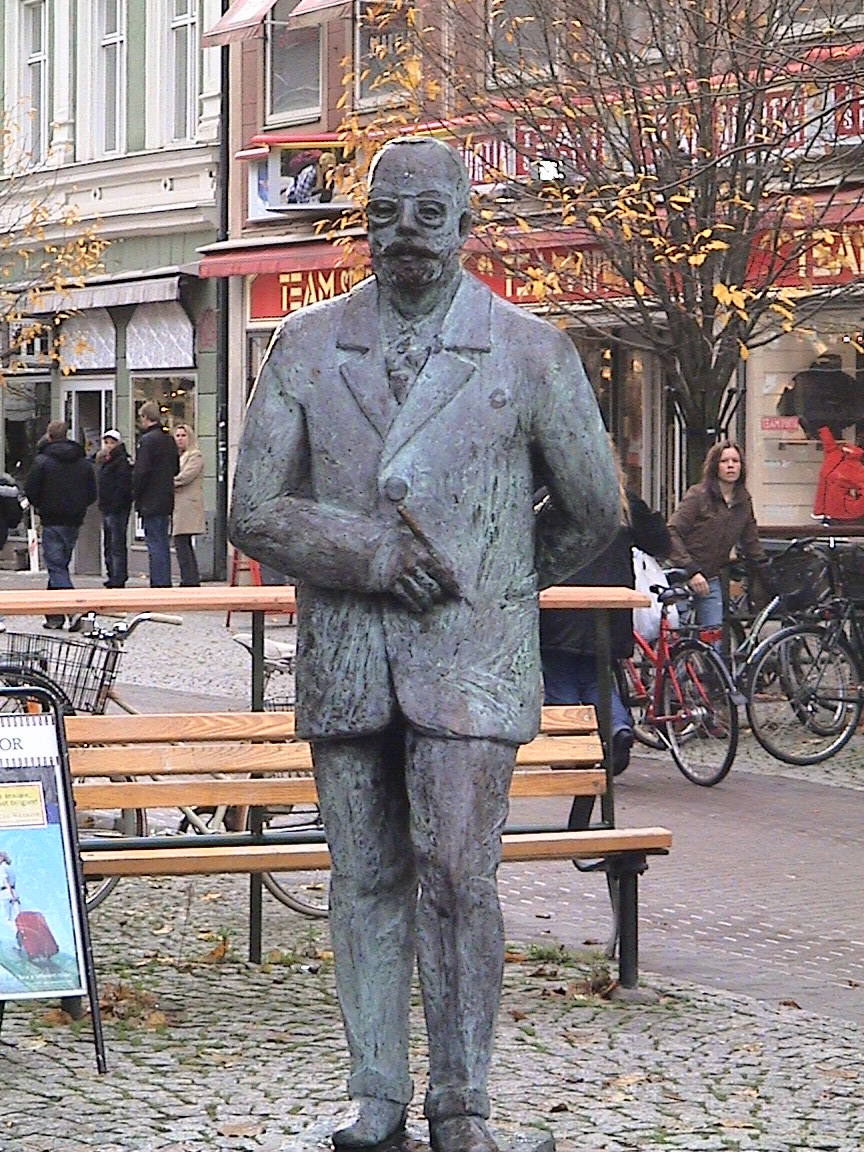
Gustaf Fröding.